# (20111) 1995 SO5
(20111) 1995 SO5 là một tiểu hành tinh vành đai chính. Nó được phát hiện bởi Robert H. McNaught ở Đài thiên văn Siding Spring ở Coonabarabran, New South Wales, Australia, ngày 22 tháng 9 năm 1995.